# Ahmed Rachedi, Mila
Ahmed Rachedi là một đô thị thuộc tỉnh Mila, Algérie. Dân số thời điểm năm 2002 là 14.489 người.